# Siergiej Iwlew
Siergiej Iwanowicz Iwlew, ros. Сергей Иванович Ивлев (ur. 10 listopada 1973 w Czelabińsku) – rosyjski hokeista.

## Kariera
- Stoczniowiec Gdańsk (1992-1993)
- Mietałłurg Magnitogorsk (1994-1995)
  -  Mietałłurg Magnitogorsk 2 (1995)
- Traktor Czelabińsk (1996)
- Nadieżda Czelabińsk (1996)
- Podhale Nowy Targ (1996-1997)
- Stoczniowiec Gdańsk (1997)
- Nieftiechimik Niżniekamsk (1997)
- UrałAZ Miass (1997-1998)
- Kristałł Elektrostal (1998-1999)
- Jużnyj Urał Orsk (1999-2000)

Występował w klubach rosyjskich (m.in. w Magnitogorsku, Orsku), a także w polskiej lidze: w sezonie 1992/1993 w Stoczniowcu Gdańsk, w sezonie 1996/1997 w drużynach Podhala Nowy Targ i od stycznia 1997 Stoczniowca Gdańsk.

## Sukcesy
Klubowe
- Brązowy medal mistrzostw Rosji: 1995 z Mietałłurgiem Magnitogorsk